# Mountain Bus
Маунтин бас (енгл. Mountain Bus, IPA: //) је била америчка андерграунд рок група из Чикага, Илиноис, САД оформљена 1967. Чланови групе су били: Ли Симс, Ед Муни, Стив Крејтер, Бил Киз и Том Џеркенс. У историјама рок музике група се често наводи као најуверљивији чикашки одговор на Грејтфул дед, најпознатије представнике психоделичног рока „западне обале“. Група је издала само један студијски албум, Sundance, пре него што ће се 1973. расформирати након оптужбе издавачких кућа Columbia Records и Windfall Music да коришћењем именице „mountain“ у свом називу наносе материјалну и моралну штету тада популарној хард рок групи „Маунтин“ (енгл. Mountain) Леслија Веста и Феликса Папалардија. Иронија је у томе што је група Маунтин бас под тим именом постојала четири године пре него што је настала група Маунтин.

## Чланови
- Ед Муни - гитара
- Том Џеркенс - вокал
- Стив Крејтер - бубњеви
- Бил Киз - гитара

## Дискографија
- -  (1971), CD реиздање: Gear Fab Records (1999)